# ایگون گونتر
ایگون گونتر (آلمانی: Egon Günther؛ ‏ ۳۰ مارس ۱۹۲۷ – ۳۱ اوت ۲۰۱۷) کارگردان فیلم و فیلم‌نامه‌نویس اهل آلمان بود. او یکی از اعضای حزب اتحاد سوسیالیستی آلمان بود.
فیلم لوته در وایمار نامزد دریافت نخل طلا در جشنواره فیلم کن ۱۹۷۵ و فیلم مورنگا نامزد دریافت خرس طلایی در ۳۵مین دورهٔ جشنواره بین‌المللی فیلم برلین بودند.